# Diplothyron
Genre
Diplothyron est un genre d'araignées aranéomorphes de la famille des Linyphiidae.

## Distribution
Les espèces de ce genre se rencontrent en Amérique du Mexique au Venezuela.

## Liste des espèces
Selon World Spider Catalog (version 23.5, 06/10/2022) :
- Diplothyron ballesterosi Silva-Moreira & Hormiga, 2022
- Diplothyron chiapasius (Gertsch & Davis, 1946)
- Diplothyron dianae Silva-Moreira & Hormiga, 2022
- Diplothyron fuscus Millidge, 1991
- Diplothyron linguatulus (F. O. Pickard-Cambridge, 1902)
- Diplothyron monteverde Silva-Moreira & Hormiga, 2022
- Diplothyron nigritus (F. O. Pickard-Cambridge, 1902)
- Diplothyron nubilosus Silva-Moreira & Hormiga, 2022
- Diplothyron sandrae Silva-Moreira & Hormiga, 2022
- Diplothyron simplicata (F. O. Pickard-Cambridge, 1902)
- Diplothyron solitarius Silva-Moreira & Hormiga, 2022
- Diplothyron trifalcatus (F. O. Pickard-Cambridge, 1902)

## Systématique et taxinomie
Ce genre a été décrit par Millidge en 1991 dans les Linyphiidae.

## Publication originale
- Millidge, 1991 : « Further linyphiid spiders (Araneae) from South America. » Bulletin of the American Museum of Natural History, no 205, p. 1-199 (texte intégral).